# Prosoponoides similis
Prosoponoides similis är en spindelart som beskrevs av Alfred Frank Millidge och Anthony Russell-Smith 1992. Prosoponoides similis ingår i släktet Prosoponoides och familjen täckvävarspindlar.
Artens utbredningsområde är Thailand. Inga underarter finns listade i Catalogue of Life.